# Albert Caquot
Pour les articles homonymes, voir Caquot (homonymie).
Albert Irénée Caquot, né le 1er juillet 1881 à Vouziers (Ardennes) et mort le 27 novembre 1976 à Paris, a été considéré comme « le plus grand des ingénieurs français vivants » pendant un demi-siècle.
Il est croix de guerre 1914-1918, membre de l'Académie des sciences (1934-1976), grand-croix de la Légion d’honneur (1951) et titulaire de nombreuses décorations étrangères (notamment DSO et ordre de Saint-Michel et Saint-Georges britanniques et Distinguished Service Medal des États-Unis).
Doté d’une faculté d’invention féconde et variée, son génie mécanicien et visionnaire s’applique aussi bien à la construction aéronautique naissante qu’à la réalisation d’ouvrages en béton armé, avec plus de trois cents ponts et barrages de tous types dont plusieurs ont été des records du monde, et des œuvres de génie civil les plus variées.

## Biographie

### Enfance et formation
Grands propriétaires terriens, ses parents, Paul Auguste Ondrine Caquot et son épouse Marie Irma Cousinard, « dirigent une importante exploitation agricole familiale, jouxtant un moulin au bord de l’Aisne », à Vouziers dans les Ardennes. Son père ouvre au modernisme cette exploitation, en installant chez lui l'électricité et le téléphone dès 1890.
Un an seulement après sa sortie du lycée de Reims, à dix-huit ans, Albert Caquot est reçu 29e au concours d’entrée à l'École polytechnique (promotion 1899) dont il sort classé 15e, et entre dans le Corps des ponts et chaussées.

### Le savant et bâtisseur
De 1905 à 1912, il est ingénieur des ponts et chaussées dans l’Aube, à Troyes, et se fait remarquer par les mesures d’assainissement importantes qu’il développe. Celles-ci sauvent de nombreuses vies humaines et protègent la ville de la grande crue de la Seine de 1910.
En 1912, il rejoint comme associé le bureau d’études de béton armé d’Armand Considère où il donne libre cours à son talent de concepteur d’ouvrages d’art. En 1914, après la mort d'Armand Considère, le bureau devient « Pelnard-Considère & Caquot ». C’est dans ce même cadre qu’il œuvre de 1919 à 1928, de 1934 à 1938, puis à partir de 1940.
Ses brillantes recherches, Albert Caquot ne les entreprend qu’en vue des applications qu’elles trouvent dans les ouvrages d’art. Ses travaux de recherches les plus connus concernent :
- le béton armé, avec la résistance des matériaux. En 1930, il définit la courbe intrinsèque et explique pourquoi la théorie de l’élasticité n’est plus suffisante pour le calcul des ouvrages modernes ;
- le critère de Caquot pour les solides rigides plastiques en mécanique des milieux continus ;
- la mécanique des sols, alors naissante, et le calcul des fondations. Il énonce le théorème des états correspondants. Ses publications en 1933 sur la stabilité des massifs pulvérulents ou cohérents font l’objet d’un rapport admiratif de l'Académie des sciences, où il est élu membre de la section de mécanique le 12 novembre 1934. En 1948, avec Jean Kerisel, son gendre et disciple, il présente un nouveau mode de calcul des équilibres de poussée-butée dans les ouvrages de soutènement avec une surface de rupture logarithmique. Ce principe est appliqué depuis partout dans le monde ;
- le renouveau des ponts à haubans grâce au béton armé (Donzère-Mondragon, 1952, première réalisation au monde de ce type) qu’il voit dépassant de grandes portées et franchissant la Manche en quelques bonds. En 1967, il propose pour cela un projet de pont avec des portées de 810 m et deux étages de 25 m de large pour huit chaussées, deux voies de chemin de fer et deux voies d’aérotrain ;
- la « méthode superficielle » (ou modèle de Caquot-Desbordes) pour l'écoulement des débits de ruissellement, utilisée notamment en assainissement urbain[5].

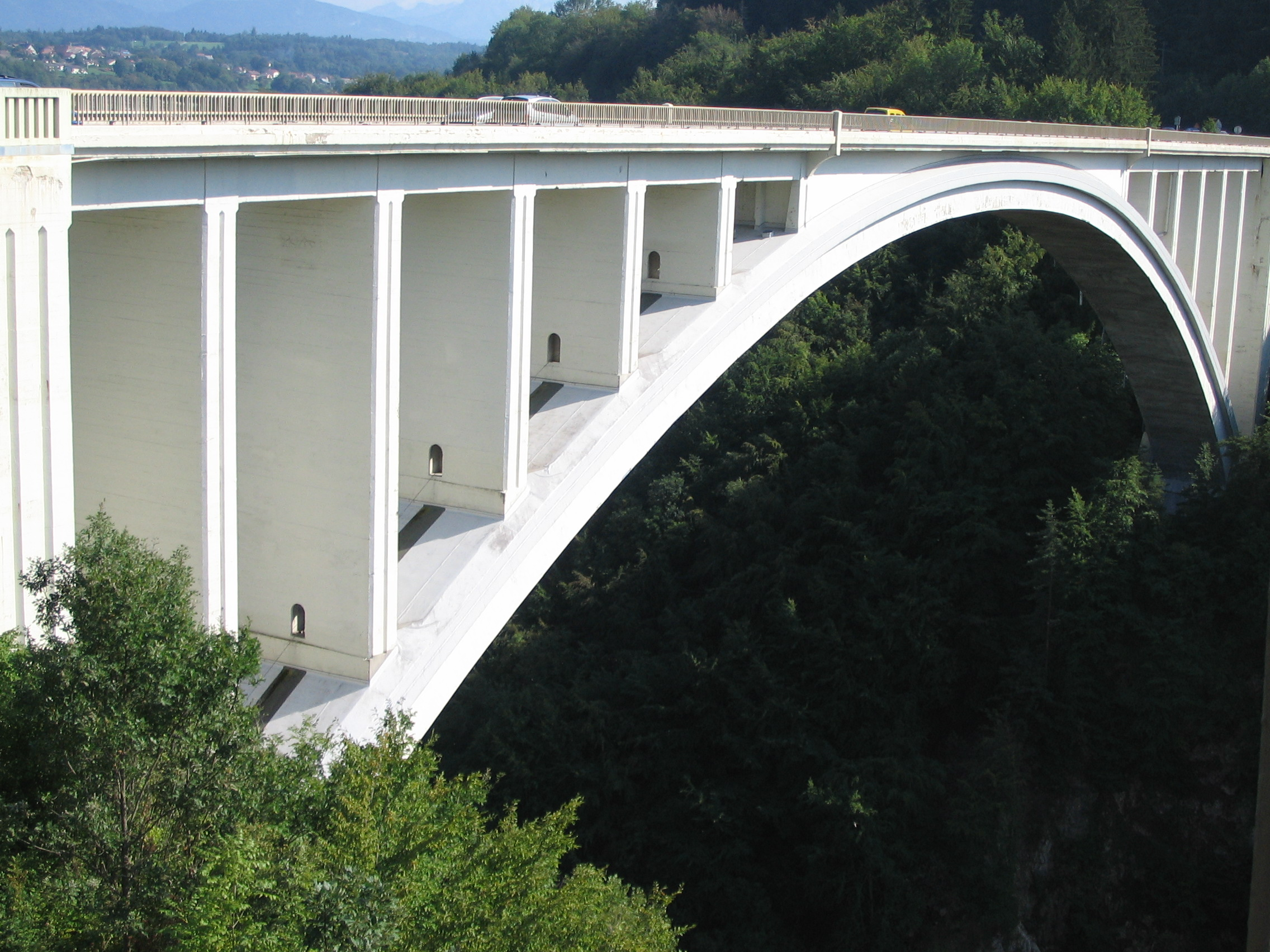
Le « nouveau pont » de la Caille près d’Annecy.

Au cours de sa vie, Albert Caquot enseigne longtemps la résistance des matériaux à l'École nationale supérieure des mines de Paris, à l’École nationale des ponts et chaussées et à l’École nationale supérieure de l'aéronautique.
Au cours de sa carrière, habile dessinateur et infatigable calculateur, il réalise plus de trois cents ouvrages de génie civil de toutes sortes dont plusieurs sont alors des records du monde, notamment :
- l'atelier des coques des Chantiers navals français à Blainville-sur-Orne, près de Caen (1920)[6]
- le pont Général-Audibert, à Nantes (1927-1928), un cantilever franchissant la Loire ;
- le pont La-Fayette franchissant les voies de la gare de Paris-Est (1927-1928) (pont à poutre treillis en béton armé où l’on utilise pour la première fois des vibrateurs à air comprimé) ;
- le pont de la Caille (1927-1928), sur le ravin des Usses au nord d’Annecy (arc de 140 m de portée) en béton fretté sans armatures longitudinales ;
- le môle-escale du Verdon-sur-Mer (1931), à l'embouchure de la Gironde ;
- la forme Jean Bart à Saint-Nazaire[7],[8] (1935), aux chantiers de Penhoët, qui révolutionne les procédés de construction navale ;

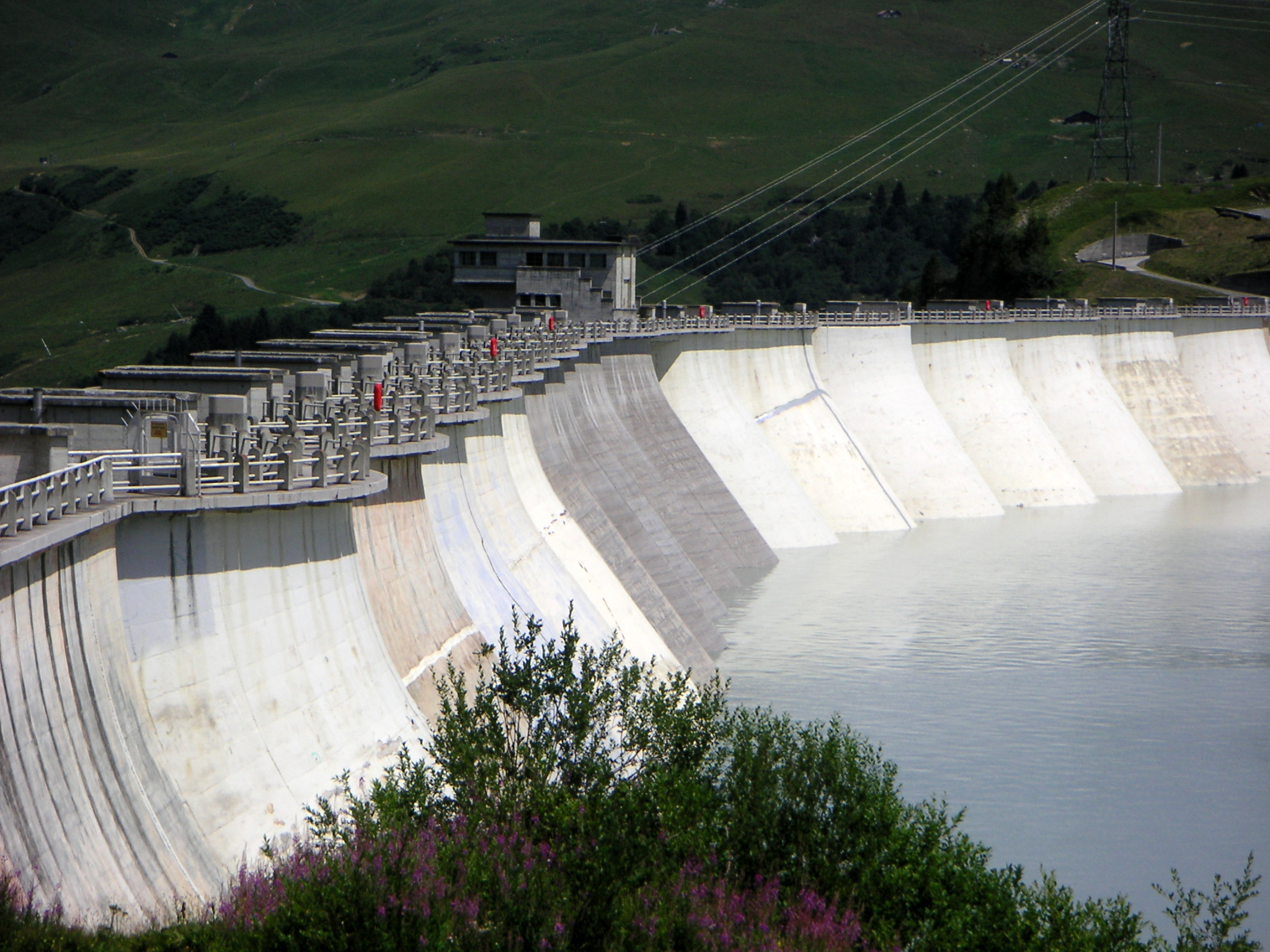
Le barrage de la Girotte.

- le barrage de La Girotte (1944-1949) de haute montagne (en Savoie) en béton non armé et celui en terre d’Arzal (1965-1971) sur une grande épaisseur de vase dans l'estuaire de la Vilaine ;
- le pont de la Jonelière (1948) sur l'Erdre entre Nantes et La Chapelle-sur-Erdre ;
- l’écluse fluviale de Bollène du barrage de Donzère-Mondragon sur le Rhône (1950), record mondial de dénivelé entre biefs ;
- le tunnel sarrois de Bildstock (1953-1955), en zone d'affaissements miniers ;
- la plus grande usine marémotrice du monde sur la Rance en Bretagne (1961-1966). Âgé de quatre-vingts ans, Albert Caquot apporte à Électricité de France une contribution déterminante dans la construction de ce barrage : il conçoit une enceinte pour construire l'usine à l’abri des courants violents et marées considérables (14 m d'amplitude) de l’embouchure de la Rance.

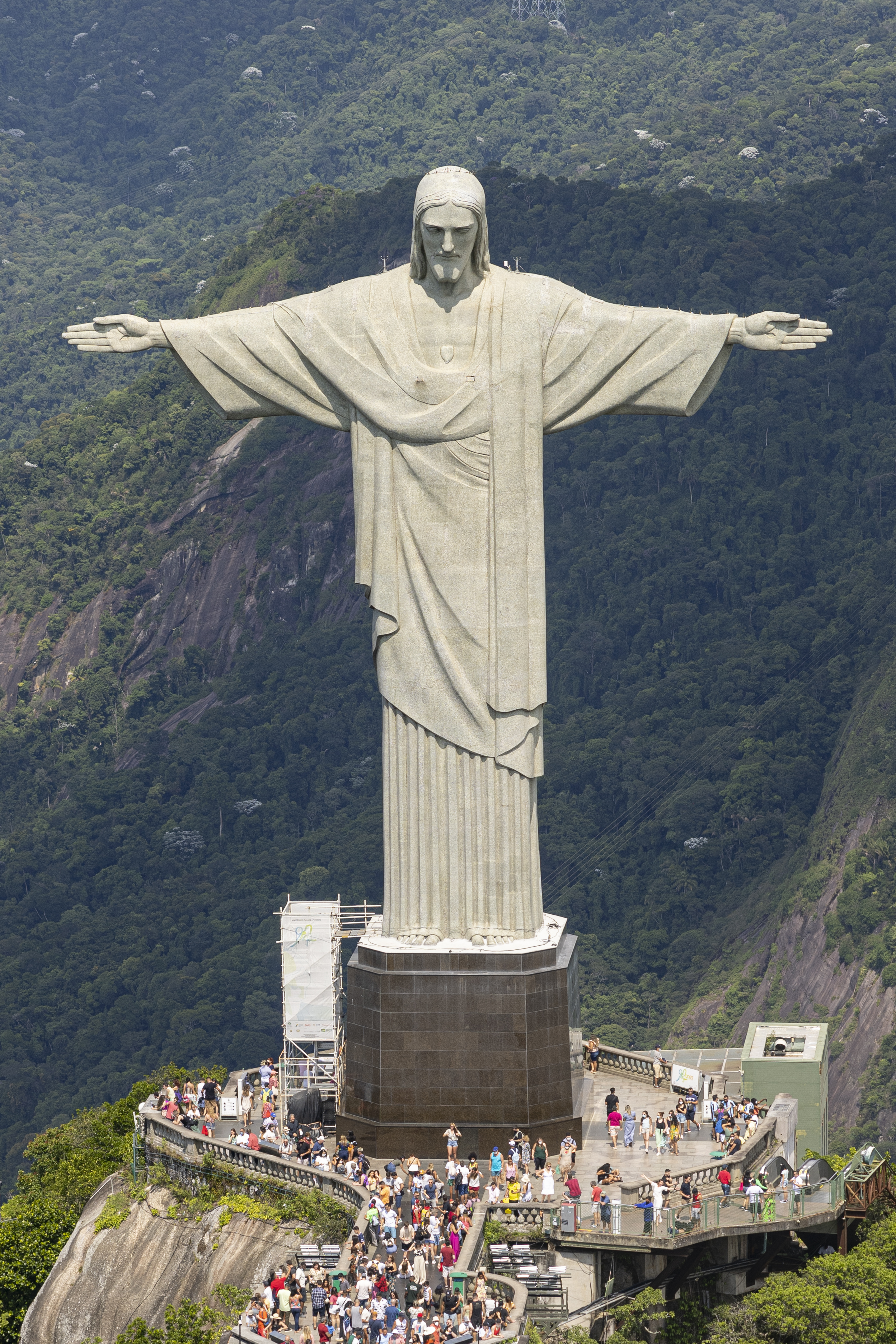
Le Christ du Corcovado dont la structure interne est due à Caquot.

Deux réalisations contribuent à sa renommée internationale :
1. La structure interne en béton armé de la grande statue du Christ rédempteur sur le Mont Corcovado (1931, hauteur de 30 m et poids de 1 145 t), à Rio de Janeiro, œuvre du sculpteur français Paul Landowski et, pour la tête du Christ, du sculpteur roumain Gheorghe Leonida.
2. Le pont George V à Glasgow (Écosse) sur la Clyde pour lequel les ingénieurs écossais demandent son aide[réf. nécessaire].

À la fin de sa vie, il étudie un immense complexe devant capter l’énergie des marées dans la baie du mont Saint-Michel : il s'agit du projet d’usine marémotrice de la baie du Cotentin.

### Le constructeur aéronautique

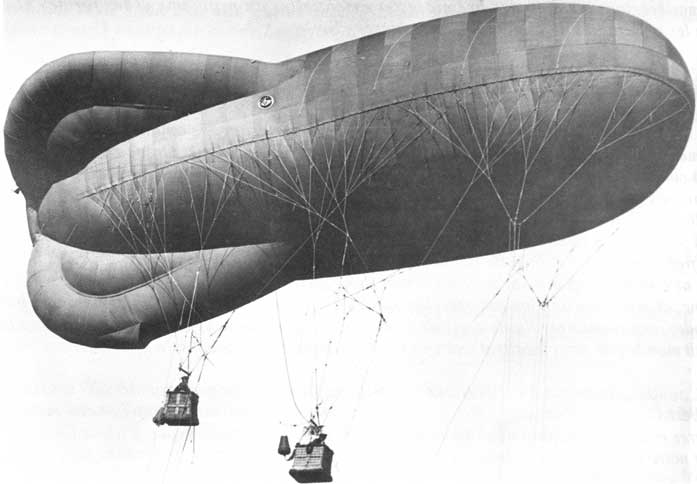
Un ballon d'observation type Caquot français en 1915.

Il consacre sa vie à l’aéronautique et au génie civil par périodes alternées au rythme imposé par les Première et Seconde guerres mondiales. Les apports d’Albert Caquot à l’aéronautique sont inestimables, de la mise au point du moteur à hélice et l’ouverture du ministère de l'Air aux innovations techniques, à la fondation des premiers instituts de mécanique des fluides. Marcel Dassault, qui est chargé par Albert Caquot de construire un prototype du programme de trimoteurs postaux, écrit de lui : « C'est un des meilleurs techniciens que l'aviation ait jamais connu. C'était un visionnaire qui, dans tous les domaines, abordait l'avenir. Il était en avance sur tout le monde. »

#### Pendant la première guerre mondiale
Dès 1901, déjà visionnaire, il effectue son service militaire dans un bataillon d’aérostiers. Au début de la Grande Guerre, il retrouve un bataillon d’aérostiers de Toul en tant que capitaine. Pour une vitesse de vent supérieure à 22 km/h, il met en évidence la grande instabilité du ballon sphérique dont sont dotées les unités. En 1915, il réalise un modèle de ballon captif fuselé et équipé de stabilisateurs arrières sur le principe du Drachen mis au point par l'allemand August von Parseval, permettant l'observation par des vents de 90 km/h. L’atelier aérostatique de Chalais-Meudon se met alors à fabriquer des « ballons Caquot » pour toutes les armées alliées. Le treuil à couple de freinage constant qu'il crée lui permet d'adapter ses ballons aux flottes alliées (conduite de tir et détection de sous-marins) et de leur faire supporter des vents allant jusqu'à 125 km/h. Également appelé « saucisse », ce ballon captif donne à la France et à ses Alliés un avantage stratégique majeur. En janvier 1918, Clemenceau le nomme directeur technique de l’aviation militaire. Grâce à Caquot, la France et ses Alliés obtiennent en 1918 la maîtrise de l'air qui contribue largement à leur victoire finale.
En 1919, Albert Caquot est à l’origine de la création du musée de l'Air français, aujourd’hui le musée de l'Air et de l'Espace du Bourget. C’est le plus ancien musée aéronautique du monde.
En 1935, il construit un hangar à double auvent de 120 m de long, 60 m de largeur sur 9 m de hauteur libre et ses annexes pour environ 10 000 m2 à Fréjus sur la base aéronavale. Ce hangar est toujours en activité.

#### Directeur technique du Ministère de l'air
La traversée de l'atlantique par Lindbergh en 1927 et le décès du ministre Maurice Bokanowski en 1928 dans un accident d'avion sont un camouflet pour l'industrie française. En réaction le ministère de l'Air est créé. Albert Caquot en devient le directeur général technique octobre 1928.
Il lance une politique de modernisation de l'industrie aéronautique qui se décompose plusieurs volets : 
- Envers les constructeurs :
  - Politique des prototypes pour développer des nouveaux avions
  - Politique de concentration (contrepartie de la politique des prototypes) pour favoriser l'émergence de groupements de constructeurs et rationaliser bureaux d'études et usines.
- Pour la recherche et la formation :
  - Nationalisation de l'École Supérieure d'Aéronautique et de Constructions Mécaniques (ESACM) en l’École nationale supérieure d’aéronautique (ENSA ou « Sup’Aero »)[10]
  - Création au ministère d'un service de Recherche qu'il anime personnellement, distinct de la section technique aéronautique (STAé)[11].
  - Création de la soufflerie S1 à Chalais-Meudon[11]. Avec 120 m de longueur et 25 m de hauteur, elle permettant de tester un avion réel, avec moteur en route et pilote à bord. Cette soufflerie a été la plus grande du monde et elle a servi à tester le Mirage III, la Caravelle et le Concorde, mais aussi des voitures (la 4 CV et la Coccinelle).
  - Suscite la création des premiers instituts universitaires de mécanique des fluides au sein de l'université[11].
- Pour l'organisation : 
  - Construction de la cité de l'Air boulevard Victor à Paris
  - Création d'une commission (qu'il préside) pour passer les commandes[9] (auparavant prérogative de chaque ministère).

En mars 1934, les moyens lui étant refusés pour poursuivre, il préfère se retirer et se consacrer de nouveau au génie civil.

#### Président des sociétés nationales d'aéronautique
En septembre 1938, sous la menace de la guerre, Albert Caquot est rappelé pour assurer la présidence commune de toutes les sociétés nationales d’aéronautique. Le 16 septembre 1939, il reprend aussi le rôle de directeur général technique du ministère de l'Air mais, bien qu'ayant spectaculairement redressé la production d'avions, les obstacles qu’il rencontre de la part de l'état-major et de la direction du contrôle le conduisent à présenter sa démission en 1940.

### L’homme
Son action a toujours été animée d’une grande indépendance d’esprit et d’un immense désintéressement. Les nombreuses distinctions honorifiques de tous pays qui lui ont été décernées, entre autres la dignité de grand-croix de la Légion d’honneur en 1951, ont rendu hommage à ses mérites exceptionnels.
Il a présidé de nombreuses organisations scientifiques françaises pendant plus de vingt ans, comme le Conseil national des ingénieurs français et la Société d’encouragement pour l’industrie nationale. Albert Caquot a été président du comité scientifique de l’ONERA. Il a aussi été administrateur d’Électricité de France pendant plus de dix ans.
Il a siégé quarante-et-un ans à l’Académie des sciences et en a été le président en 1952.
En 1961, âgé de quatre-vingts ans, Albert Caquot se démet volontairement de toutes les présidences qu’il a toujours assurées bénévolement.
Chaleureux, attentif et disponible, il a toujours été très épris du cadre familial. Son épouse est décédée en 1964.

## Distinctions
- Grand-croix de la Légion d'honneur (1951)
- Croix de guerre 1914–1918
- Ordre du Service distingué (Royaume-Uni)
- Ordre de Saint-Michel et Saint-Georges (Royaume-Uni)
- Army Distinguished Service Medal (États-Unis)
- Chevalier de l'ordre de l'Aigle blanc
- Officier de l'ordre de la Couronne d'Italie

- Commandeur de l'ordre de l'Économie nationale (1955)[13]
- Commandeur de l'ordre de Léopold (Belgique)

## Hommages

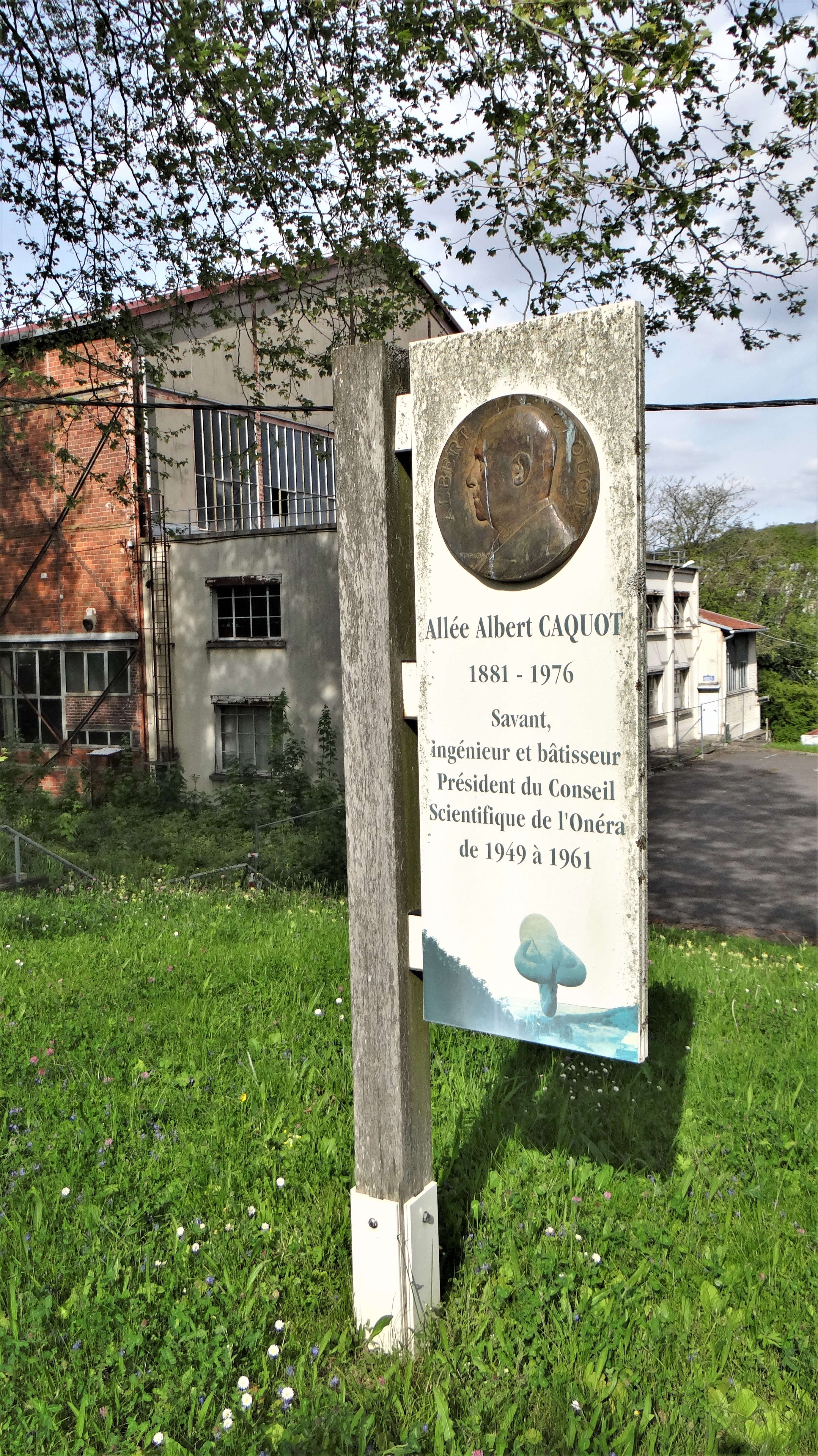
Allée Albert Caquot à Chalais-Meudon.

Son nom a été donné à un amphithéâtre de l'École des ponts et chaussées situé au no 28 de la rue des Saints-Pères à Paris le 25 mai 1977. Le nouvel occupant des locaux, l'Institut d'études politiques de Paris, l'a renommé en l'honneur de Simone Veil le 8 mars 2018. L'amphithéâtre du bâtiment Coriolis du site de l'ENPC sur le campus de la cité Descartes a repris la dénomination d'Albert Caquot.
Le 2 juillet 2001, un timbre de 4,50 francs et de 0,69 € est émis pour le 120e anniversaire de la naissance et le 25e anniversaire de la mort d'Albert Caquot. Son portrait y voisine deux de ses créations : le ballon captif « saucisse » et le pont de la Caille,,. Dessiné et gravé par Claude Andréotto, le timbre est imprimé en taille-douce en feuille de quarante et est diffusé à 4,37 millions d'exemplaires.
Depuis 1989, le prix Albert-Caquot est décerné chaque année par l'Association française de génie civil (AFGC) à un ingénieur pour l'ensemble de sa carrière, en particulier pour ses travaux scientifiques et techniques et pour ses projets et ses réalisations, mais aussi pour ses qualités morales et son rayonnement dans le monde de la construction. Une année sur deux, il est remis à un ingénieur français membre individuel de l'AFGC et, l'année suivante, à un ingénieur étranger. Fritz Leonhardt (1909-1999), Tung-Yen Lin (1912-2003) et Jean Muller ont notamment reçu ce prix.
La 7e promotion de l'École nationale supérieure des ingénieurs de l'infrastructure militaire (ENSIM) fut baptisée Albert Caquot pour rendre honneur à sa contribution aux ouvrages militaires et plus généralement aux armées.
Son nom a été donné à une allée à Chalais-Meudon ainsi qu'à des rues dans plusieurs communes de France, dont Vouziers, sa ville natale. Un bas-relief réalisé par François Beaurin-Barthélemy lui y est également dédié, à proximité de l'église Saint-Maurille.

## Pour en savoir plus